# ウルトラはなまるZ組
『ウルトラはなまるZ組!!』（ウルトラはなまるゼットぐみ）は、小坂まりこによる日本の漫画作品。小学館の漫画雑誌『ちゃお』にて2009年1月号から同年5月号にかけて発表された。単行本についてはちゃおコミックス（小学館）から全1巻。
自身初となる4回以上連載した作品。

## あらすじ
館星学園高等学校の1年である野木沢ひなたは、定期試験で３点を取ってしまい、成績不振の生徒が集まるZ組に強制移動させられる。そこではたった5人の生徒しかいないのに皆個性派揃い。果たしてひなたは、この状況を打開できるのか?

## 登場人物
野木沢ひなた
主人公。定期試験でのあまりに極端な成績ゆえ(ナポレオンをナポリタン、バッハをバッタと答えたことがある)、Z組という、奇人・落ちこぼれ・ロクデナシの巣窟に回されてしまう。明るさが取り得。ちなみに成績が悪いだけでなく、年の割には容姿が幼く描かれている。制服のリボンをのスカーフみたいにしている（勿論結び方も違う）。左右の団子頭が特徴。一人称はあたし。
瀬戸大志
常に無気力無関心、さらにものすごく棘のあることばかり言っている。ただその一方で怒りはしっかり相手にぶつける（これが役に立った場面もあった）。両親が共に教師で、頑張っても認められなかったため勉強が嫌になり、試験の答案は白紙になった。容姿はいかにも頭がきれている雰囲気で、案の定勉強すればかなりの成績らしい。小坂曰く、この作品で一番難しいのは彼。一人称は俺。
松原りの
白塗りメークが特徴。制服に勝手にフリルをつけている。
松原みの
ガングロメークが特徴の、コギャル風の人間。オメーが口癖。りのとは双子。
蒔野洋二
メガネの少年。常におどおどしている。さらに、ペットの猫（チャップリンという名前を付けている）を学校に連れて来ている。
力石学
かなりの巨漢で筋肉質。常に体を鍛えている。
春巻先生
1年Z組の担任。性格は温厚。